# Antibothrus morimotoi
Antibothrus morimotoi is een keversoort uit de familie knotshoutkevers (Bothrideridae). De wetenschappelijke naam van de soort werd in 1997 gepubliceerd door Sasaji.